# Маккейсвілл (Джорджія)
Маккейсвілл (англ. McCaysville) — місто (англ. city) в США, в окрузі Феннін штату Джорджія. Населення — 1149 осіб (2020).

## Географія
Маккейсвілл розташований за координатами 34°58′55″ пн. ш. 84°22′16″ зх. д. / 34.98194° пн. ш. 84.37111° зх. д. (34.981962, -84.371188).  За даними Бюро перепису населення США в 2010 році місто мало площу 4,15 км², з яких 4,02 км² — суходіл та 0,13 км² — водойми.

## Демографія
Згідно з переписом 2010 року, у місті мешкало 1056 осіб у 524 домогосподарствах у складі 295 родин. Густота населення становила 254 особи/км².  Було 658 помешкань (158/км²).
Расовий склад населення:
| - 98,3 % — білих - 0,6 % — азіатів - 0,2 % — чорних або афроамериканців |

До двох чи більше рас належало 0,7 %. Частка іспаномовних становила 0,9 % від усіх жителів.
За віковим діапазоном населення розподілялося таким чином: 17,7 % — особи молодші 18 років, 55,5 % — особи у віці 18—64 років, 26,8 % — особи у віці 65 років та старші. Медіана віку мешканця становила 49,2 року. На 100 осіб жіночої статі у місті припадало 79,0 чоловіків;  на 100 жінок у віці від 18 років та старших — 73,5 чоловіків також старших 18 років.
Середній дохід на одне домашнє господарство  становив 28 326 доларів США (медіана — 21 742), а середній дохід на одну сім'ю — 34 840 доларів (медіана — 28 693). Медіана доходів становила 30 250 доларів для чоловіків та 25 915 доларів для жінок. За межею бідності перебувало 32,4 % осіб, у тому числі 43,8 % дітей у віці до 18 років та 13,3 % осіб у віці 65 років та старших.
Цивільне працевлаштоване населення становило 332 особи. Основні галузі зайнятості: освіта, охорона здоров'я та соціальна допомога — 19,0 %, мистецтво, розваги та відпочинок — 16,9 %, будівництво — 16,0 %.